# 5th Avenue Theatre
El Teatro 5th Avenue (a menudo conocido como el 5th Avenue o el 5th) es un teatro referente situado en Seattle, Washington, EE. UU. Desde su apertura en 1926, en el teatro se han representado una variedad de producciones teatrales y películas. El edificio y el terreno, que una vez formaron parte del campus original, pertenecen a la Universidad de Washington. El teatro funciona como escenario para la gira nacional de Broadway y para los espectáculos originales de la organización no lucrativa del Teatro 5th Avenue. El teatro, situado en el número 1308 de la Quinta Avenida en el histórico edificio Skinner, ha estado en la lista del Registro Nacional de Lugares Históricos de los Estados Unidos desde 1978.
El teatro, con sus 2.130 asientos, es la sede de la Compañía Musical del Teatro 5th Avenue, y emplea alrededor de 600 actores, músicos, directores, coreógrafos, diseñadores, técnicos, tramoyistas, taquilleros, y administradores, haciendo que sea el teatro con más empleados de la región del estrecho de Puget. La compañía de teatro, sin ánimo de lucro, está respaldada por donaciones individuales y corporativas, por fuentes gubernamentales, y por la venta de entradas en las taquillas.
Actualmente, el bono del suscriptor del programa de temporada del 5th incluye seis o siete espectáculos al año, una mezcla de reestrenos de producción local de los clásicos del teatro musical y estrenos dirigidos a espectáculos de Broadway, y giras musicales nacionales. El Teatro 5th Avenue ha establecido la tradición de ser un “campo de pruebas” para nuevos musicales antes de que hagan su debut en Broadway, lanzando éxitos como Jekyll & Hyde , Hairspray y The Wedding Singer. El teatro también alberga una variedad de acontecimientos especiales, y ofrece una serie de programas de educación al alcance de los niños en edad escolar y para adultos que llegan a ser más de 61.000 estudiantes, artistas profesionales, y espectadores cada año.

## Arquitectura

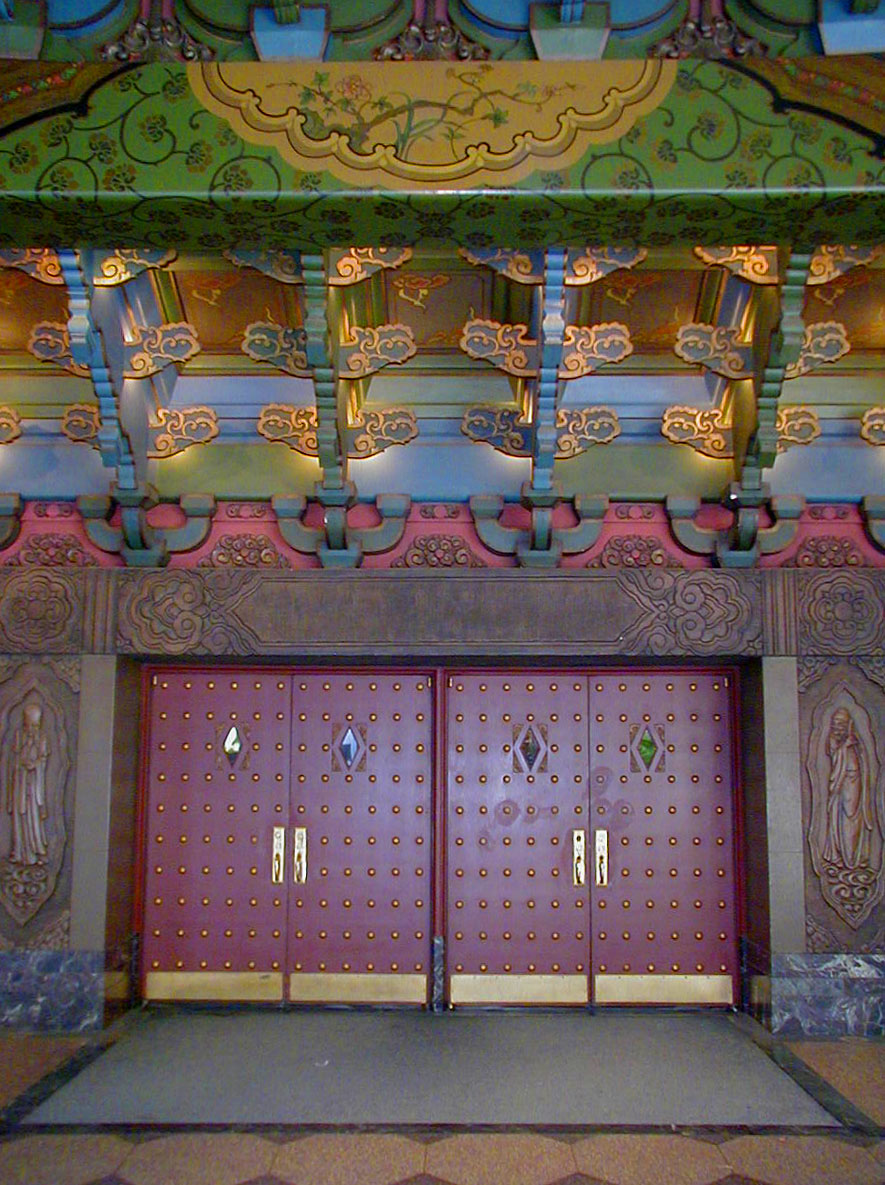
Ménsulas decorativas sobre la entrada del teatro.

Situado en el edificio Skinner, un inmueble histórico de oficinas de entre cinco y ocho plantas con tiendas en la planta baja, el teatro está rodeado por tres lados, con su entrada que da a la avenida del mismo nombre.
Además de un auditorio con un aforo original de 3.000 espectadores, el teatro contiene un magnífico vestíbulo, y un entrepiso que una vez figuró como un salón de té además de una sala de espera y una sala para las mujeres.
El diseño interior del Teatro 5th Avenue se inspiró en algunas de las características arquitectónicas más representativas del famoso Beijing. El artista noruego Gustav Liljestrom realizó el diseño basándose en su visita a China, y en Chinesische Architecktur, publicado en 1925, un relato ilustrado de los viajes de Ernst Boerschmann a China.
El adornado estilo histórico chino del teatro se distingue de la fachada exterior Neo-Renacentista de la construcción de Skinner. Sólo en la entrada de la calle bajo la marquesina el espectador consigue una vista previa del diseño del interior. Aquí, hay representaciones en yeso de ménsulas de madera, vigas, y relieves tallados pintados en un esquema policromático y decorada con dragones estarcidos y dibujos de flores que decoran el techo. 
Los artefactos de la instalación de luz en forma de nubes talladas crean un efecto de iluminación indirecta cuando el espectador se acerca a las piezas de latón en relieve de las puertas de madera de la entrada. La independiente taquilla original central fue sustituida por la actual taquilla situada al lado de la entrada como parte de una renovación de 1979. Los originales leones imperiales guardianes (Rui Shi), comúnmente llamados “Perros de fu” o “Leones de fu”, originalmente situados en las puertas de la entrada fueron trasladados en el interior como parte de la renovación de 1979.

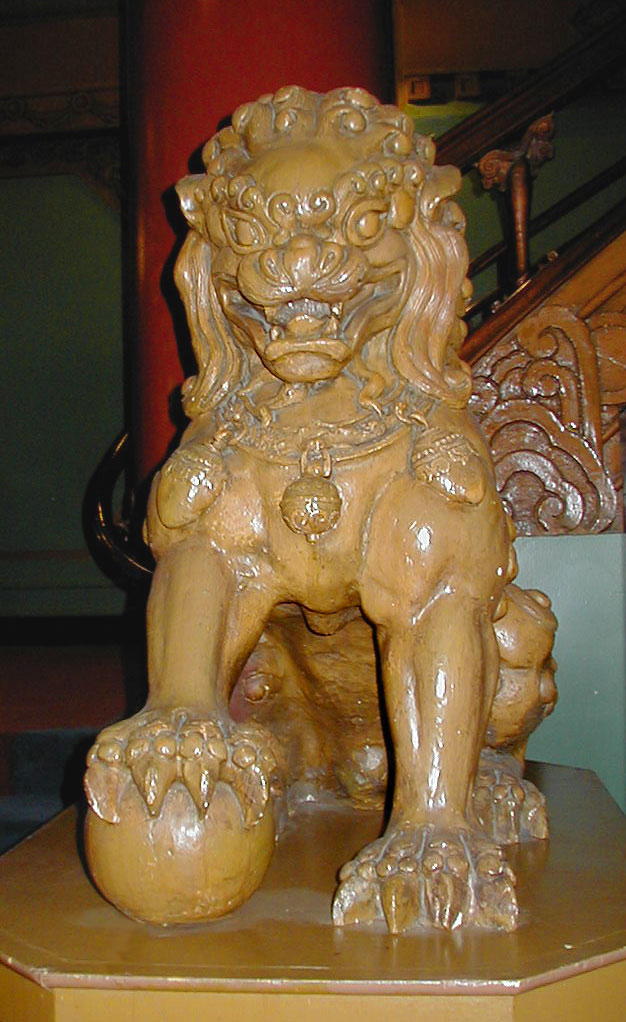
El león imperial guardián

La arquitectura interior del teatro es una "excelente imitación de la construcción del templo chino de madera". Los detalles del vestíbulo rectangular rojo de dos pisos, las columnas estarcidas envueltas en yeso que se levantan hacia la estructura del techo de madera con vigas pintadas en estilo decorativo que sostienen un dosel de bambú, están también imitadas en yeso. La pareja original de leones guardianes, ambos machos, protegen la escalera en una galería en la segunda planta que funciona como el balcón del teatro. Además de los leones guardianes imperiales, otros accesorios originales, instalaciones de luz, y decoración se conservan intactas.
Los detalles decorativos continúan en el auditorio de 2.130 asientos, pero el elemento decorativo central y más destacado es el artesón octogonal desde el que nace un dragón chino imperial esculpido de cinco dedos. Una gran lámpara de araña de cristal cuelga de la boca del dragón, en referencia al símbolo chino de un dragón arrojando perlas de fuego. Se afirma que el tamaño de este artesón es dos veces el tamaño del modelo de la sala del trono del Salón de la Armonía Suprema en la Ciudad Prohibida en el que se inspira. El programa de la noche de apertura habló efusivamente de él:

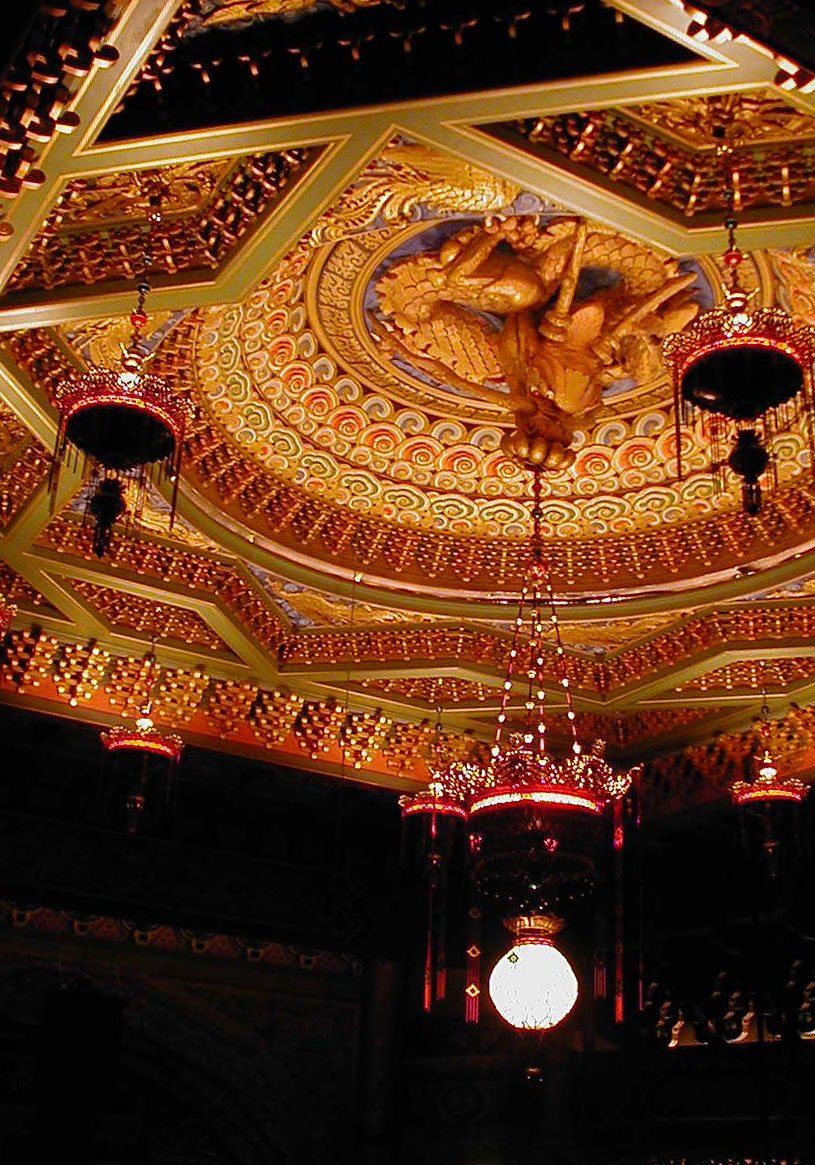
El dragón y la perla – atracción central del techo.

... Su característica más impresionante es la gran cúpula ... sus temas simbólicos prestados de las leyendas chinas, sus motivos de la poesía china. Enrollado dentro de una esfera azul celeste y rodeado de tonos brillantes de color rojo perla, que representa la calamidad y el bienestar, el azul la lluvia, el verde que simboliza la placa terrestre, el negro las inundaciones; y el oro la prosperidad – esto representa el Gran Dragón, el genio guardián del lugar, su presencia se ensombreció y se multiplicó en diversas formas a lo largo de la estructura. En la vigas inmensas que rodean y soportan la cúpula hay dragones de cinco garras – el emblema del Emperador – que escupen fuego en la búsqueda de la Joya, que sale en forma de disco que emite rayos resplandecientes, y simboliza la Omnipotencia.
El motivo del dragón se repite en los casetones en estrella y en los casetones de madera por todo el teatro. El dragón imperial es acompañado por el símbolo de la emperatriz, el fénix chino (Fèng Huang), a veces llamado Ho-Ho o el pájaro Ho-Oh del japonés. Este símbolo personal de la emperatriz también se repite por todo el teatro, pero destaca más en el relieve como parte de las rejillas por encima de los balcones falsos que una vez protegieron los tubos del órgano. Además de estos símbolos, aparecen azahares, crisantemos y flores de loto por todo el teatro. La excesiva decoración del proscenio y del telón de seguridad mantienen la influencia del diseño chino.
Más allá de las características decorativos del edificio, el Teatro 5th Avenue también contuvo notables características técnicas, cuando fue construido originalmente. Un foso orquestal ascendente y una plataforma del órgano Wurlitzer independiente permitieron a los músicos elevarse desde el sótano hasta la altura del escenario principal o hasta al nivel de foso de la orquesta. El sistema de ventilación tenía controles termostáticos en todo el edificio y permitía que el aire sea “purificado” antes de su introducción en el lugar de salida de cada tercer asiento.

### Importancia
Precediendo al Grauman's Chinese Theatre de Hollywood, California, el Teatro 5th Avenue “ha sido llamado el ejemplo más grande y más auténtico de la arquitectura de madera tradicional china y decoración fuera de Asia." Además, su relación con el arquitecto Robert Reamer, cuyas otras distinguidas obras incluyen el conocido a escala nacional Old Faithful Inn del Parque nacional Yellowstone, además de muchos importantes edificios construidos en el estilo Art déco, aumentan su prestigio. El Teatro Fifth Avenue fue añadido al Registro Nacional de Lugares Históricos de los Estados Unidos el 28 de noviembre de 1978.

## Historia

### Planificación y construcción
El presidente y director general de la compañía Pacific Northwest Theatres, Harry C. Arthur, creía que Seattle iba a ser un lugar de creciente importancia en la industria del cine a mediados de la década de 1920, y por lo tanto el lugar para invertir dinero a largo plazo. La empresa de Arturo absorbió una cadena de 40 teatros de la competencia hacia el año 1926, y buscó una mayor expansión. El titular de gran parte de las acciones de la compañía de teatro y de la deuda fue CD Stimson, quien formó parte del consejo de administración tanto de Pacific Northwest Theatres como de Metropolitan Building Company, el promotor de lo que se conoce como el Metropolitan Tract (Seattle). Stimson promovió la creación de un barrio de teatros como el que había desarrollado alrededor de un teatro que él había construido en Los Ángeles, California. La prevista construcción del edificio Skinner con un teatro propiedad de la compañía de Arturo completaría el proyecto Stimson sobre el desarrollo del Metropolitan Tract.
Después de la Primera Guerra Mundial, el arquitecto Robert Reamer se incorporó en la empresa de construcción Metropolitan Building Company y, como arquitecto, diseñó el edificio Skinner y el Teatro 5th Avenue. En la creación del Teatro 5th Avenue, Reamer fue ayudado por sus colegas, José Skoog, de la oficina de Reamer y Liljestrom Gustav, de la compañía S. & G. Gump Company de San Francisco.
La construcción comenzó en octubre de 1925, con una duración de 11 meses y un coste de 1,5 millones de dólares.

### Gran inauguración
El teatro celebró su gran apertura el 24 de septiembre de 1926 con un programa de estreno conjunto que incluyó tanto películas como representaciones de vodevil. El programa de inauguración incluyó la película muda Young April, la función de Fanchon y Marco en The Night Club, y la actuación de Lipschultz y sus solistas de síncopa. Oliver Wallace, un conocido músico y compositor local, regresó desde Portland, Oregón, para ser el organista de acompañamiento para la noche de inauguración. Wallace había sido el primer organista de teatro que actuó en un cine de Seattle.
La noche de la inauguración también fue marcada por los festejos que tuvieron lugar fuera del teatro. Siete calles del centro de Seattle, que están alrededor del teatro fueron cerradas al tránsito de tranvías urbanos y de automóviles. Atraídos por las calles libres de tranvías, autobuses y de taxis, cientos de personas llenaron la Quinta Avenida desde la calle Seneca hasta la calle Pike, y desde la calle University hasta la calle Union. The Seattle Times informó:
Es poco probable que en alguna noche de viernes de la historia de Seattle se hayan visto tantas personas circulando por todas las calles céntricas como anoche. La actividad en el centro fue tan densa que el tránsito de los tranvías fue desviado...
—The Seattle Times
Un carnaval callejero tuvo lugar fuera del teatro. A la altura del nombre de la marquesina del teatro se encuentran “el Símbolo Mágico de una Época Maravillosa”, los focos que barrieron el cielo nocturno, las hileras de luces Klieg que iluminaron las calles fuera del teatro y las bengalas que fueron lanzadas desde las azoteas de los edificios vecinos. Además, en las intersecciones cerradas fueron colocadas orquestas de bailes para entretener y, utilizando pantallas gigantes para proyectar las letras, un festival de canciones tuvo lugar en la Quinta Avenida frente al teatro. Una multitud estimada entre 50.000 y 100.000 personas participó en los eventos.

### Declive y restauración
Tras la gran inauguración, el teatro sirvió como escenario para vodevil y películas y, después del declive del vodevil, como sala de cine hasta los años 70. Con la recesión económica, el advenimiento de la televisión, y el desarrollo de los complejos de cine en los barrios de las afueras, el público disminuyó y el teatro luchó para mantenerse abierto. Se vio obligado a cerrar sus puertas en 1978, junto con el cercano teatro Orphelium. Una variedad de posibilidades de reutilización fueron propuestas para el teatro incluyendo un restaurante chino, un multicine, un edificio de oficinas o un centro comercial. Las autoridades de Seattle no pudieron salvaguardar la designación del teatro como lugar muy conocido debido a su situación única en los terrenos antiguos de la universidad local pertenecientes al estado de Washington.

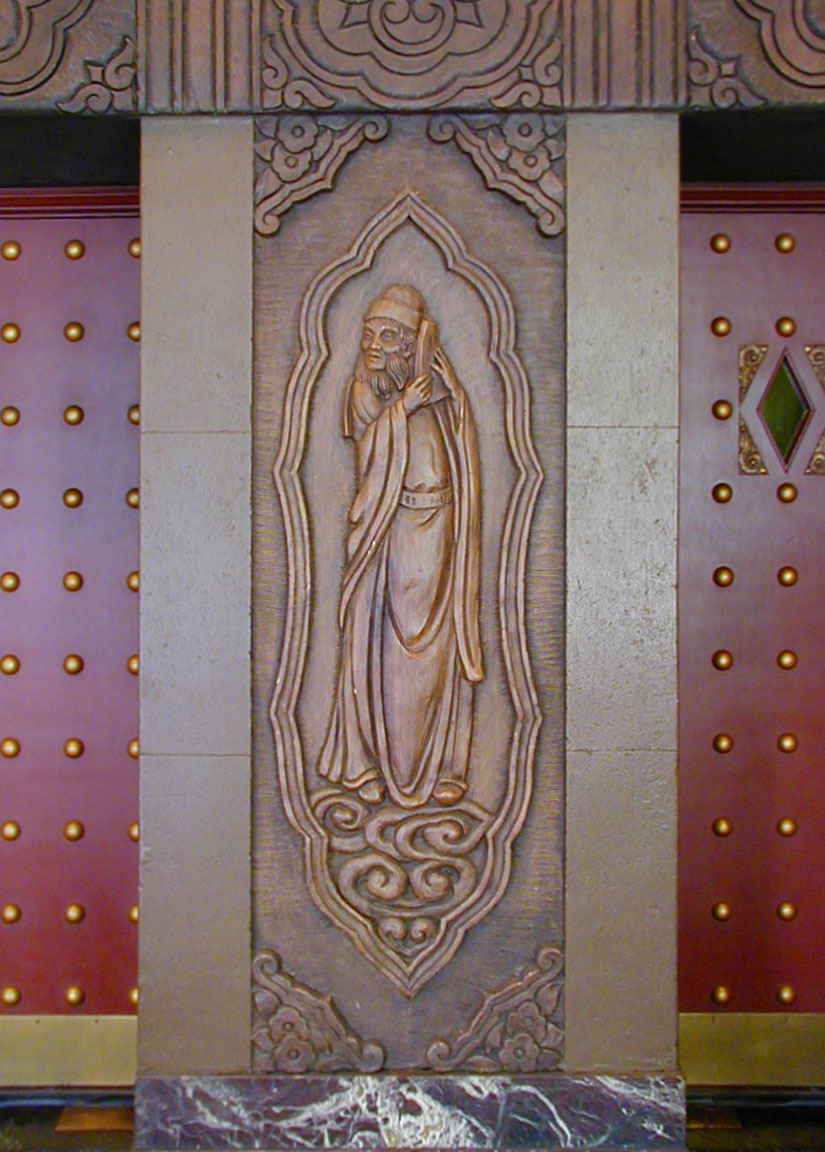
Relieve en la entrada

 En 1979, 43 líderes empresarios formaron la asociación sin ánimo de lucro del Teatro 5th Avenue y subscribieron un préstamo de 2,6 millones de dólares para salvar el teatro. Entre ellos estaba Ned Skinner, miembro de la familia de constructores navales Skinner, quien fue un activo patrocinador del teatro. El arquitecto Richard McCann supervisó los trabajos de restauración.
Durante la renovación se hicieron varios cambios. La marquesina vertical que había marcado la presencia del teatro desde 1926 hasta 1980 fue retirada, el foso de la orquesta y los asientos del auditorio fueron reconstruidos, los camerinos fueron movidos y los sistemas técnicos actualizados. Sin embargo, el mobiliario, instalaciones fijas y la señalización del interior fueron conservados. Incluso la pintura fue cuidadosamente restaurada a su lustre original. La renovación lo hizo más adecuado para las actuaciones de vodevil en vivo y cubrió las necesidades de Seattle de tener un local para las giras musicales de Broadway. El trabajo de renovación fue completado sin la ayuda de fondos federales, estatales o locales.
El 16 de junio de 1980 se celebró el renacimiento del teatro y el inicio de un nuevo capítulo en la comunidad artística de Seattle. En la gala del gran estreno del renovado teatro, la actriz Helen Hayes inauguró el escenario con un beso y declaró el Teatro 5th Avenue “un tesoro nacional”. Comenzando en 3 de julio, el Teatro 5th Avenue presentó Annie, la primera gira musical que salía en el teatro. El éxito taquillero se mantuvo durante 10 semanas con un total de 77 funciones.
El Teatro 5th Avenue sigue prosperando con la ayuda de muchos donantes y voluntarios generosos.

### Historia después de 1980
Desde la renovación, el Teatro 5th Avenue se ha convertido en uno de los teatros más reconocidos de Seattle. En 1989, la Compañía de Teatro Musical 5th Avenue fue consolidada como una compañía de teatro sin ánimo de lucro permanente.
El 28 de febrero de 2001, el terremoto Nisqually sacudió el Teatro 5th Avenue. En ese momento los actores estaban en el escenario ensayando el musical 1776. El teatro sufrió daños mínimos, sin daños estructurales por culpa del seísmo. Las reparaciones tras el terremoto incluyeron la retirada y la sustitución de 72 soportes de yeso del techo, y la reparación de numerosas grietas y piezas decorativas de yeso dañadas del techo. Los contratistas tuvieron que instalar andamios de altura suficiente para alcanzar la grieta interna más alta del techo de ocho pisos de altura (la primera vez que había sido alcanzada esa superficie en 75 años). Tuvieron que bajar las arañas de luces para su reparación y mantenimiento. Como parte del proceso de reparación, Construcciones Turner prestó servicios para las mejoras sísmicas del edificio Skinner.
En noviembre de 2009 fue instalada una nueva marquesina vertical, similar al letrero que fue quitado como parte de la renovación del año 1980. La marquesina ha sido posible mediante una donación de parte de Christabel Gough, hija de la productora de Broadway y del principal promotor de 5th Avenue, Roger L. Stevens. El nuevo letrero presenta un diseño inspirado por las dos primeras marquesinas y el interior del teatro utiliza luces LED para el ahorro de energía e incluye una señal giratoria “5th” en la parte superior de la marquesina.

## La Compañía de Teatro Musical 5th Avenue

### Génesis
Desde la renovación del año 1980 hasta 1985 el Teatro 5th Avenue no lucrativo operó con éxito como un escenario para las giras de espectáculos de Broadway. Puesto que los Estados Unidos pasaron por una crisis económica, desde 1985 hasta 1989 hubo una escasez de giras de espectáculos para los lugares como el 5th. Como consecuencia, muchas de las casas de Broadway del país no fueron utilizadas durante largos períodos de tiempo. Sin embargo, el 5th ha quedado abierto durante estos años con un personal reducido y fue utilizado para eventos de la comunidad y por los promotores locales.
Esta situación obligó al teatro a ir más allá del mero hecho de ser un presentador de giras musicales. En 1989, el Teatro 5th Avenue no lucrativo fundó una compañía de teatro local, apodada La Compañía de Teatro Musical 5th Avenue, para producir musicales a nivel local. Desde la fundación de la compañía de teatro, la suscripción anual del programa de temporada del 5th ha incluido entre seis y siete espectáculos: giras musicales nacionales, reposiciones de teatro musical clásico producidas a nivel local, y estrenos dirigidos para ser espectáculos de Broadway. Con 150 representaciones de teatro musical cada temporada de suscripción entre otoño-y-primavera que atraen más de 30.000 suscriptores y ventas promedio de boletos de 30.000 entradas cada año, el 5th se clasifica entre las compañías de teatro musical más grandes de la nación.
La compañía musical emplea a más de 600 actores, músicos, directores, coreógrafos, diseñadores, técnicos, tramoyistas, personal de taquilla, y administradores, haciendo que el 5th sea el teatro con más empleados en el estrecho de Puget. Sin ánimo de lucro, la compañía de teatro está sostenida por donaciones individuales y colectivas, fuentes del gobierno, y ventas de entradas de taquilla.

### La asociación con TUTS
Frank M. Young fue el primer director ejecutivo de la Compañía de Teatro Musical 5th Avenue. Desde 1989 hasta 1999 existió una asociación de colaboración entre el 5th y Theatre Under the Stairs (TUTS) de Houston donde Young también prestó servicios como director ejecutivo. Esta asociación produjo 10 temporadas de teatro musical, incluyendo giras nacionales y musicales de producción propia. El 17 de octubre de 1989 fue presentado el primer musical de producción propia del 5th Avenue/TUTS: Mame, protagonizada por Juliet Prowse. En 1995, después del estreno en el 5th, Jekyll & Hyde llegó a ser la primera producción del teatro 5th Avenue que abrió sus puertas en Broadway en abril de 1997. El show fue producido en cooperación con Houston’s Alley Theatre y TUTS.
En agosto de 2000 la asociación con TUTS del 5th, terminó con la incorporación de David Armstrong a La Compañía de Teatro Musical 5th Avenue llegando a ser su primer Director Artístico de Producción local, lanzando una nueva época de colaboración con las principales compañías de teatro musical y productores del otro lado del país.

### "Campo de pruebas" para Broadway
Desde la creación de la Compañía Musical del Teatro 5th Avenue en 1989, el 5th ha establecido la tradición de ser un “campo de pruebas” para los nuevos musicales antes de que hagan su debut en Broadway. Desde el año 2000, el 5th ha producido, de cada 2 a 3 años, un estreno mundial pre-Broadway. 
Nos hemos convertido en un socio muy solicitado para el desarrollo de los musicales de Broadway.
—David Armstrong, Productor y Director Artístico
Entre algunos distinguidos musicales presentados a los espectadores de Seattle en el teatro 5th Avenue antes de su éxito en Broadway se incluyen: Jekyll & Hyde en 1995 que fue nominada a 4 premios Tony, Hairspray en 2002 que ganó 8 premios Tony, y The Wedding Singer en 2006 que tuvo 4 nominaciones a los premios Tony. La adaptación cinematográfica de Hairspray se estrenó en el 5th el 16 de julio de 2007 (4 días antes de su estreno por todo el país), como reconocimiento del papel del 5th en el éxito del musical de Broadway. La tradición del “campo de pruebas” continuó en la temporada del 2008-2009 con los estrenos mundiales pre-Broadway de Shrek, y Memphis. Ambos ganaron premios Tony, Shrek ganando uno en 2009 y Memphis ganando cuatro, incluyendo el Mejor Musical en 2010. En la temporada del 2009-2010, estrenaron Catch Me If You Can, que fue estrenada en Broadway en la primavera del 2011. En la temporada 2010-2011, estrenaron A Christmas Story: El Musical, basado en la película con el mismo nombre.
Junto con su éxito de las pruebas pre-Broadway, el Teatro 5th Avenue también ha representado dos musicales, Princesses en 2005 y Lone Star Love en 2007, las cuales fueron originalmente programadas para ir a Broadway, pero no fueron debido a las malas críticas. También anunciaron el estreno de la adaptación musical de Cry-Baby, en 2007, pero después fue sustituida por Buddy: The Buddy Holly Story.

### Programas de divulgación
El teatro también presenta una variedad de acontecimientos especiales, y ofrece un número de programas de educación y programas al alcance de niños en edad escolar y de adultos que llegan a ser más de 61.000 estudiantes, artistas profesionales, y espectadores cada año. Un ejemplo de esto son los premios High School Musical del Teatro 5th Avenue que evalúan y honran las actuaciones de los actores estudiantes y de los tramoyistas en las producciones de la escuela pública de secundaria en Washington. Al final de cada año escolar se lleva a cabo una ceremonia al estilo de los premios Tony que incluye presentadores de perfil alto, actuaciones de nominados, y discursos de agradecimiento por los premiados. La ceremonia de los premios se ha convertido en un útil evento de búsqueda para los colegios que buscan reclutar talentos para sus departamentos de arte dramático.

## Producciones por temporada
| Temporada 2010 – 2011          | Temporada 2010 – 2011 | Temporada 2010 – 2011             | Temporada 2010 – 2011 |
| Espectáculo                    | Tipo                  | Fechas                            | Protagonistas         |
| ------------------------------ | --------------------- | --------------------------------- | --------------------- |
| In the Heights                 | Gira nacional         | 28 de septiembre – 17 de agosto   |                       |
| A Christmas Story, the Musical | Producción local      | 27 de noviembre – 19 de diciembre |                       |
| Vanities                       | Producción local      | 4 de febrero – 3 de abril         |                       |
| Next to Normal                 | Gira nacional         | 22 de febrero – 13 de marzo       |                       |
| 9 to 5                         | Gira nacional         | 5 de abril– 24 de abril           |                       |
| Guys and Dolls                 | Producción local      | 17 de mayo – 5 de junio           |                       |
| Oklahoma!                      | Producción local      | 12 de julio – 31 de julio         |                       |

| Temporada 2009 – 2010                        | Temporada 2009 – 2010 | Temporada 2009 – 2010           | Temporada 2009 – 2010         |
| Espectáculo                                  | Tipo                  | Fechas                          | Protagonistas                 |
| -------------------------------------------- | --------------------- | ------------------------------- | ----------------------------- |
| Catch Me If You Can                          | Estreno pre-Broadway  | 23 de julio – 14 de agosto      | Aaron Tveit, Norbert Leo Butz |
| Joseph and the Amazing Technicolor Dreamcoat | Producción local      | 13 de octubre– 1 de noviembre   |                               |
| White Christmas                              | Producción local      | 1 de diciembre– 20 de diciembre |                               |
| South Pacific                                | Gira nacional         | 29 de enero – 18 de febrero     |                               |
| Legally Blonde                               | Gira nacional         | 23 de febrero – 14 de marzo     |                               |
| On the Town                                  | Producción local      | 13 de abril – 2 de mayo         |                               |
| Candide                                      | Producción local      | 25 de mayo – 13 de junio        |                               |

| Temporada 2008 – 2009          | Temporada 2008 – 2009        | Temporada 2008 – 2009            | Temporada 2008 – 2009             |
| Espectáculo                    | Tipo                         | Fechas                           | Protagonistas                     |
| ------------------------------ | ---------------------------- | -------------------------------- | --------------------------------- |
| Shrek the Musical              | Estreno mundial pre-Broadway | 14 de agosto – 1 de septiembre   | Brian d'Arcy James, Sutton Foster |
| The Drowsy Chaperone           | Gira nacional                | 28 de octubre – 16 de noviembre  |                                   |
| 7 Brides for 7 Brothers        | Producción local             | 3 de diciembre – 28 de diciembre | Ed Watts, Laura Griffith          |
| Memphis                        | Actuación pre-Broadway       | 27 de enero – 15 de febrero      | Chad Kimball, Montego Glover      |
| Hello, Dolly!                  | Producción local             | 8 de marzo – 29 de marzo         | Jenifer Lewis, Pat Cashman        |
| Sunday in the Park with George | Producción local             | 21 de abril – 10 de mayo         | Hugh Panaro, Billie Wildrick      |
| Grease                         | Gira nacional                | 12 de mayo – 0 de mayo           | Taylor Hicks                      |

| Temporada 2007 – 2008 | Temporada 2007 – 2008 | Temporada 2007 – 2008              | Temporada 2007 – 2008     |
| Espectáculo | Tipo                  | Fechas                             | Protagonistas             |
| --- | --------------------- | ---------------------------------- | ------------------------- |
| Lone Star Love | Producción local      | 8 de septiembre – 30 de septiembre | Randy Quaid               |
| Into The Woods | Producción local      | 19 de octubre – 10 de septiembre   | Lisa Estridge             |
| Whistle Down the Wind | Gira nacional         | 13 de noviembre – 2 de diciembre   |                           |
| Jersey Boys | Gira nacional         | 5 de diciembre – 12 de enero       |                           |
| Mame | Producción local      | 9 de febrero – 2 de marzo          | Dee Hoty                  |
| Cabaret | Producción local      | 25 de marzo – 13 de abril          | Nick Garrison, Teri Kelly |
| Notas Temporada: Lone Star Love estaba prevista inicialmente para el estreno en Broadway tras su ejecución en la 5th, pero fue cancelado debido a complicaciones con la estrella Randy Quaid. |                       |                                    |                           |

| Temporada 2006 – 2007 | Temporada 2006 – 2007 | Temporada 2006 – 2007             | Temporada 2006 – 2007 |
| Espectáculo | Tipo                  | Fechas                            | Protagonistas         |
| --- | --------------------- | --------------------------------- | --------------------- |
| Bombay Dreams | Gira nacional         | 12 de septiembre – 1 de octubre   |                       |
| Company | Producción local      | 17 de octubre – 1 de noviembre    | Hugh Panaro           |
| White Christmas | Producción local      | 28 de noviembre – 17 de diciembre | Michael Gruber        |
| Buddy: The Buddy Holly Story | Producción local      | 14 de febrero – 4 de marzo        | Billy Joe Huels       |
| Camelot | Gira nacional         | 20 de marzo – 8 de abril          | Michael York          |
| Edward Scissorhands | Gira nacional         | 25 de abril – 13 de mayo          |                       |
| West Side Story | Producción local      | 29 de mayo – 17 de junio          | Louis Hobson          |
| Notas Temporada: El musical original del 5th Avenue, Cry-Baby (basado en la película Jonny Depp), prevista inicialmente para el cuarto lugar en la temporada, fue reemplazado por Buddy: La historia de Buddy Holly. |                       |                                   |                       |

| Temporada 2005 – 2006 | Temporada 2005 – 2006        | Temporada 2005 – 2006             | Temporada 2005 – 2006              |
| Espectáculo | Tipo                         | Fechas                            | Protagonistas                      |
| --- | ---------------------------- | --------------------------------- | ---------------------------------- |
| The King and I | Gira nacional                | 20 de septiembre– 9 de octubre    | Lucy Lawless                       |
| Sweeney Todd | Producción local             | 25 de octubre – 13 de noviembre   | Carol Swarbrick, Allen Fitzpartick |
| The Sound of Music | Producción local             | 29 de noviembre – 18 de diciembre | Kim Huber, Terrence Mann           |
| The Wedding Singer | Estreno mundial pre-Broadway | 31 de enero – 19 de febrero       | Stephen Lynch                      |
| Wonderful Town | Producción local             | 1 de marzo – 9 de abril           | Sarah Rudinoff, Billie Wildrick    |
| Pippin | Producción local             | 9 de mayo – 28 de mayo            | Louis Hobson                       |
| Les Misérables | Gira nacional                | 24 de mayo – 4 de junio           |                                    |
| Notas Temporada: Dr. Dolittle, previsto inicialmente para el tercer lugar en la temporada, fue reemplazado por The Sound of Music. Buddy: The Buddy Holly Story prevista inicialmente para el quinto puesto en la temporada, fue reemplazado por The Wedding Singer antes de que comenzara la temporada. La gira nacional de Les Misérables fue añadida al final de la temporada para un compromiso especial de dos semanas. |                              |                                   |                                    |

| Temporada 2004 – 2005 | Temporada 2004 – 2005        | Temporada 2004 – 2005              | Temporada 2004 – 2005       |
| Espectáculo | Tipo                         | Fechas                             | Protagonistas               |
| --- | ---------------------------- | ---------------------------------- | --------------------------- |
| Hairspray | Gira nacional                | 7 de septiembre – 26 de septiembre |                             |
| Smokey Joe's Cafe | Producción local             | 19 de octubre – 7 de noviembre     |                             |
| Peter Pan | Gira nacional                | 1 de diciembre – 19 de diciembre   | Cathy Rigby                 |
| Singin' in the Rain | Producción local             | 13 de febrero – 5 de marzo         |                             |
| Miss Saigon | Gira nacional                | 5 de abril – 24 de abril           |                             |
| Gentlemen Prefer Blondes | Producción local             | 13 de mayo – 15 de mayo            | Lucy Lawless & Faith Prince |
| Princesses | Estreno mundial pre-Broadway | 9 de agosto – 28 de agosto         |                             |
| Notas Temporada: El musical We Will Rock You (basado en la música de Queen), previsto inicialmente para el punto sexto de la temporada, fue reemplazado por una puesta en escena de Gentlemen Prefer Blondes que se desarrolló durante tres días solamente. El estreno mundial pre-Broadway de Princesses se añadió al final de la temporada poco después de que We Will Rock You fue cancelado. |                              |                                    |                             |

| Temporada previa a 2004 – 2005 | Temporada previa a 2004 – 2005 |
| --- | --- |
| 2003–2004 - The Rocky Horror Show - Flower Drum Song - The Wizard of Oz - A Funny Thing Happened on the Way to the Forum - Dreamgirls - Thoroughly Modern Millie, Gira nacional - Yankee Doodle Dandy!, Estreno mundial | 2002–2003 - Hairspray, Estreno mundial pre-Broadway - Blast!, Gira nacional - The Full Monty, Gira nacional - A Chorus Line - My Fair Lady - Les Misérables, Gira nacional - Hair - 42nd Street, Gira nacional |
| 2001–2002 - A Little Night Music - The Prince And The Pauper - Kiss Me, Kate, Gira nacional - The Most Happy Fella - Hair | 2000–2001 - Parade, Gira nacional - Anything Goes - Barry Manilow’s Copacabana, Gira nacional - 1776 - Gypsy, Protagonista Judy Kaye |
| 1999 - Camelot - Titanic, Gira nacional - Guys & Dolls - Footloose, Gira nacional | 1999–2000 - Les Misérables, Gira nacional - Grand Hotel - The Secret Garden - Martin Guerre, Estreno mundial pre-Broadway - The Phantom Of The Opera, Gira nacional |
| 1997–1998 - Les Misérables, Gira nacional - Peter Pan, Gira nacional de la protagonista Cathy Rigby - Hot Shoe Shuffle - Victor/Victoria - Two For The Show, Protagonistas Tommy Tune & Sandy Duncan | 1996–1997 - Music Of The Night, Gira nacional - Me & My Girl - Singin' in the Rain - Disney Beauty And The Beast, Gira nacional - The King And I, Gira nacional |
| 1995–1996 - Man Of La Mancha, Protagonista John Cullum - The Music Man - Kiss of the Spider Woman, Gira nacional de la protagonista Chita Rivera - 42nd Street - Fiddler On The Roof, Gira nacional del protagonista Theodore Bikel - Carousel, Producción del teatro Royal National - Les Misérables, Gira nacional | 1994–1995 - Crazy for You, Gira nacional - The Wizard of Oz - Jekyll & Hyde, Estreno mundial pre-Broadway - Follies |
| 1993–1994 - Will Rogers Follies, Gira nacional del protagonista Mac Davis - Cinderella - South Pacific - Kismet, protagonista Patrice Munsel | 1992–1993 - Les Misérables, Gira nacional - Annie Warbucks, Estreno mundioal pre-Broadway - The Phantom Of The Opera, - Brigadoon - Sayonara |
| 1991–1992 - Kopit & Yeston’s Phantom, Protagonista Richard White - Here's Love - West Side Story - Paint Your Wagon, Protagonista Roy Clark | 1990–1991 - The Desert Song, Protagonista Richard White - Oliver!, Protagonista Davy Jones - Les Misérables, Gira nacional - Evita |
| 1989–1990 - Mame, Protagonista Juliet Prowse - The Unsinkable Molly Brown, Gira nacional de la protagonista Debbie Reynolds - The Sound Of Music - My Fair Lady - Jesus Christ Superstar | 1986–1988 - No se han presentado/producidos musicales |
| 1985 - 42nd Street, Gira nacional | 1984 - Nine, Gira nacional - Sugar Babies, Gira nacional de los protagonistas Ann Miller, Mickey Rooney - Jerry's Girls, Gira nacional de los protagonistas Carol Channing, Leslie Uggams & Andrea McArdle - Steve & Eydie, Gira nacional |
| 1983 - On Your Toes, Gira nacional - Woman of the Year, Gira nacional del protagonista Lauren Bacall | 1982 - Pirates Of Penzance, Gira nacional de los protagonistas Peter Noone & James Belushi - Seven Brides for Seven Brothers, Gira nacional de la protagonista Debbie Boone - Colette, Estreno mundial de la protagonista Diana Rigg - A Day In Hollywood, A Night In The Ukraine, Gira nacional - Doug Henning, Gira nacional - Annie, Gira nacional - Hello, Dolly!, Gira nacional de la protagonista Carol Channing - A Chorus Line, Gira nacional - Lena Horne: A Lady And Her Music, Gira nacional - Evita, Gira nacional - Show Boat, Gira nacional del protagonista Donald O'Connor - Children of a Lesser God, Gira nacional - Sugar Babies, Gira nacional |
| 1981 - The Winslow Boy, Gira nacional - Annie, Gira nacional - West Side Waltz, Gira nacional de la protagonista Katharine Hepburn - Camelot, Gira nacional del protagonista Richard Harris - Little Johnny Jones, Gira nacional del protagonista David Cassidy - On Golden Pond, Gira nacional del protagonista James Whitmore - Oklahoma!, Gira nacional - Fiddler On The Roof, Gira nacional del protagonista Herschel Bernardi | 1980 - Annie, Gira nacional - I Do! I Do!, Gira nacional de los protagonistas Howard Keel & Jane Powell - On a Clear Day You Can See Forever, Gira nacional del protagonista Robert Goulet - A Chorus Line, Gira nacional |

## Lectura adicional
- Boerschmann, Ernst. (1925). Chinesische Architektur, Berlín: E. Wasmuth, AG. OCLC 935622
- Kreisman, Lawrence. (1992). The Stimson Legacy: Architecture in the Urban West, Seattle: Agencia de prensa Willows/Agencia de prensa de la Universidad de Washington. ISBN 978-0-9631630-0-4
- Breeze, Carla. (2003). American Art Deco: Modernistic Architecture and Regionalism, Nueva York: W.W. Norton & Company. ISBN 978-0-393-01970-4